# Isòtops del tori
El tori (Th) natural no té cap isòtop estable, tot i que en té un de relativament estable, el 232Th amb un període de semidesintegració de 14.000 milions d'anys. Pràcticament tot el tori natural és 232Th i, per tant, es considera el tori com a element monoisotopic. S'han caracteritzat 27 radioisòtops, el més estable dels quals és el 232Th, seguit del 230Th amb un període de semidesintegració de 75.380 anys, el 229Th amb un període de semidesintegració de 7.340 anys i el 228Th amb un període de semidesintegració d'1,92 anys. Tota la resta d'isòtops radioactius tenen períodes de semidesintegració menors a 30 dies i la majoria d'ells menors a deu minuts
El tori presenta un isòmer nuclear amb una energia d'excitació remarcablement baixa de 7.6 ± 0.5 eV.
Els isòtops de tori de la cadena de desintegració de l'actini, el tori i l'urani es coneixien com : 
- radio-actini: 227Th
- radio-tori: 228Th
- ioni: 230Th
- urani Y: 231Th
- urani X1: 234Th

Massa atòmica estàndard: 232,03806(2) u

## Taula
| Símbol del núclid | Z(p)                | N(n)                | massa isotòpica(u)  | període de semidesintegració | Espín nuclear | composició isotòpics representativa (fracció molar) | rang de variació natural (fracció molar) |
| Símbol del núclid | energia d'excitació | energia d'excitació | energia d'excitació | període de semidesintegració | Espín nuclear | composició isotòpics representativa (fracció molar) | rang de variació natural (fracció molar) |
| ----------------- | ------------------- | ------------------- | ------------------- | ---------------------------- | ------------- | --------------------------------------------------- | ---------------------------------------- |
| 209Th             | 90                  | 119                 | 209.01772(11)       | 7(5) ms [3.8(+69-15)]        | 5/2-#         |                                                     |                                          |
| 210Th             | 90                  | 120                 | 210.015075(27)      | 17(11) ms [9(+17-4) ms]      | 0+            |                                                     |                                          |
| 211Th             | 90                  | 121                 | 211.01493(8)        | 48(20) ms [0.04(+3-1) s]     | 5/2-#         |                                                     |                                          |
| 212Th             | 90                  | 122                 | 212.01298(2)        | 36(15) ms [30(+20-10) ms]    | 0+            |                                                     |                                          |
| 213Th             | 90                  | 123                 | 213.01301(8)        | 140(25) ms                   | 5/2-#         |                                                     |                                          |
| 214Th             | 90                  | 124                 | 214.011500(18)      | 100(25) ms                   | 0+            |                                                     |                                          |
| 215Th             | 90                  | 125                 | 215.011730(29)      | 1.2(2) s                     | (1/2-)        |                                                     |                                          |
| 216Th             | 90                  | 126                 | 216.011062(14)      | 26.8(3) ms                   | 0+            |                                                     |                                          |
| 216m1Th           | 2042(13) keV        | 2042(13) keV        | 2042(13) keV        | 137(4) µs                    | (8+)          |                                                     |                                          |
| 216m2Th           | 2637(20) keV        | 2637(20) keV        | 2637(20) keV        | 615(55) ns                   | (11-)         |                                                     |                                          |
| 217Th             | 90                  | 127                 | 217.013114(22)      | 240(5) µs                    | (9/2+)        |                                                     |                                          |
| 218Th             | 90                  | 128                 | 218.013284(14)      | 109(13) ns                   | 0+            |                                                     |                                          |
| 219Th             | 90                  | 129                 | 219.01554(5)        | 1.05(3) µs                   | 9/2+#         |                                                     |                                          |
| 220Th             | 90                  | 130                 | 220.015748(24)      | 9.7(6) µs                    | 0+            |                                                     |                                          |
| 221Th             | 90                  | 131                 | 221.018184(10)      | 1.73(3) ms                   | (7/2+)        |                                                     |                                          |
| 222Th             | 90                  | 132                 | 222.018468(13)      | 2.237(13) ms                 | 0+            |                                                     |                                          |
| 223Th             | 90                  | 133                 | 223.020811(10)      | 0.60(2) s                    | (5/2)+        |                                                     |                                          |
| 224Th             | 90                  | 134                 | 224.021467(12)      | 1.05(2) s                    | 0+            |                                                     |                                          |
| 225Th             | 90                  | 135                 | 225.023951(5)       | 8.72(4) min                  | (3/2)+        |                                                     |                                          |
| 226Th             | 90                  | 136                 | 226.024903(5)       | 30.57(10) min                | 0+            |                                                     |                                          |
| 227Th             | 90                  | 137                 | 227.0277041(27)     | 18.68(9) d                   | 1/2+          |                                                     |                                          |
| 228Th             | 90                  | 138                 | 228.0287411(24)     | 1.9116(16) a                 | 0+            |                                                     |                                          |
| 229Th             | 90                  | 139                 | 229.031762(3)       | 7.34(16)E+3 a                | 5/2+          |                                                     |                                          |
| 229mTh            | 0.0076(5) keV       | 0.0076(5) keV       | 0.0076(5) keV       | 70(50) h                     | 3/2+          |                                                     |                                          |
| 230Th             | 90                  | 140                 | 230.0331338(19)     | 7.538(30)E+4 a               | 0+            |                                                     |                                          |
| 231Th             | 90                  | 141                 | 231.0363043(19)     | 25.52(1) h                   | 5/2+          |                                                     |                                          |
| 232Th             | 90                  | 142                 | 232.0380553(21)     | 1.405(6)E+10 a               | 0+            | 1.0000                                              |                                          |
| 233Th             | 90                  | 143                 | 233.0415818(21)     | 21.83(4) min                 | 1/2+          |                                                     |                                          |
| 234Th             | 90                  | 144                 | 234.043601(4)       | 24.10(3) d                   | 0+            |                                                     |                                          |
| 235Th             | 90                  | 145                 | 235.04751(5)        | 7.2(1) min                   | (1/2+)#       |                                                     |                                          |
| 236Th             | 90                  | 146                 | 236.04987(21)#      | 37.5(2) min                  | 0+            |                                                     |                                          |
| 237Th             | 90                  | 147                 | 237.05389(39)#      | 4.8(5) min                   | 5/2+#         |                                                     |                                          |
| 238Th             | 90                  | 148                 | 238.0565(3)#        | 9.4(20) min                  | 0+            |                                                     |                                          |